# Silene schizolepis
Silene schizolepis är en nejlikväxtart som beskrevs av Porphir Kiril Nicolai Stepanowitsch Turczaninow. Silene schizolepis ingår i släktet glimmar, och familjen nejlikväxter. Inga underarter finns listade i Catalogue of Life.